# Gapluk
Gapluk is een bestuurslaag in het regentschap Bojonegoro van de provincie Oost-Java, Indonesië. Gapluk telt 2012 inwoners (volkstelling 2010).